# Liste des pathologies du système circulatoire
Cette liste est incomplète et pourrait ne jamais satisfaire à certaines normes d’achèvement.
Le système circulatoire humain est affecté par de nombreuses affections - le système biologique, qui comprend le pompage et le transport du sang vers et depuis le corps et les poumons,  comprenant le cœur, le sang et les vaisseaux sanguins. 

## Pathologies cardiovasculaires
- Angine
- Syndrome coronaire aigu
- Aphasie anomique
- Dissection de l'aorte
- Régurgitation aortique
- Sténose aortique
- Apoplexie
- Apraxie
- Arythmies
- Hypertrophie septale asymétrique (ASH)
- Athérosclérose
- Flutter auriculaire
- Défaut septal auriculaire
- Canal auriculo-ventriculaire
- Défaut septal auriculo-ventriculaire
- Nécrose vasculaire

## Électrophysiologie cardiaque
Voir aussi Catégorie: Électrophysiologie cardiaque
- Maladie de Bouveret, encore appelée «tachycardie jonctionnelle» ou «tachycardie supraventriculaire paroxystique»[2]
- Rythme idioventriculaire accéléré
- Syndrome d'Andersen–Tawil (paralysie périodique cardio-rythmique d'Andersen, syndrome d'Andersen, syndrome 7 du QT long; paralysie périodique de type cardio-dysrythmique sensible au potassium) [3]
- Phénomène Ashman (battements d'Ashman)
- Fibrillation auriculaire
- Fibrillation auriculaire à réponse ventriculaire rapide
- Flutter auriculaire
- Tachycardie auriculaire
- Bloc bifasciculaire
- Syndrome de Brugada (Syndrome de la mort subite et imprévue)[4]
- Bloc de branche
- Dysrythmie cardiaque (arythmie cardiaque)
- Tachycardie ventriculaire polymorphe catécholaminergique
- Battement ectopique (ectopie cardiaque)
- Stimulateur ectopique (mise au point ectopique)
- Bloc auriculo-ventriculaire premier degré (bloc AV du premier degré, PR allongé)
- Bloc cardiaque
- Tachycardie sinusale inappropriée
- Syndrome de Jervell et Lange-Nielsen
- Junctional escape beat
- Rythme jonctionnel
- Bloc de branche gauche
- Bloc fasciculaire antérieur gauche
- Déviation de l'axe gauche
- Maladie de Lev (syndrome de Lenegre-Lev)
- Syndrome du QT long
- Syndrome de Lown-Ganong-Levine
- Tachycardie auriculaire multifocale
- Syndrome de Wolff-Parkinson-White

## Maladies cardiaques congénitales
Voir aussi: cardiopathies congénitales
- Coarctation aortique
- Malformation cardiaque par acyanose
- Défaut septal auriculaire
- Cor triatriatum
- Dextro-Transposition des grandes artères
- Double arc aortique
- Double entrée ventricule gauche
- Double sortie ventricule droit
- Anomalie d'Ebstein
- GUCH

### Cardiopathies cyanogènes
- Tétralogie de Fallot
- Connexion veineuse pulmonaire totale anormale
- Syndrome du cœur gauche hypoplasique
- Transposition des grandes artères
- Truncus artériel (persistant)
- Atrésie tricuspide
- Arc aortique interrompu
- Coarctation de l'aorte
- Atrésie pulmonaire (PA)
- Sténose pulmonaire (critique)

### Cardiopathies non cyanogènes
- Défaut septal auriculaire
- Défaut septal ventriculaire
- Canal artériel persistant
- Coarctation de l'aorte (peut provoquer une cyanose dans certains cas)

## Cardiopathies ischémiques
Voir aussi: Cardiopathie ischémique (ou maladie coronarienne) 
- Angine de poitrine
- Syndrome coronaire aigu
- Infarctus aigu du myocarde

## Cardiopathies valvulaires
Voir aussi Catégorie: Cardiopathie valvulaire
- Insuffisance aortique
- Sténose mitrale
- Sténose de la valve tricuspide
- Sténose de la valve pulmonaire
- Insuffisance mitrale / régurgitation
- Insuffisance tricuspide / régurgitation
- Insuffisance pulmonaire / régurgitation

## Chirurgie vasculaire
Voir: Catégorie: Chirurgie vasculaire
- Anévrisme aortique